# Inhibitor GABA transaminaze
Inhibitor GABA transaminaze je enzimski inhibitor koji deluje na GABA transaminazu.
Primeri inhibitora GABA transaminaze su Valproinska kiselina, vigabatrin, feniletilidenhidrazin, etanolamin-O-sulfat (EOS), i L-cikloserin.
Pojedini članovi ove klase se koriste kao antikonvulsanti. Postoji izvesna evidencija da Melissa officinalis i rozmarinska kiselina koju sadrži, inhibiraju GABA transaminaze.